# Штандарт (фрегат, 1703)
«Штанда́рт» — первый парусный фрегат Балтийского флота Российской империи, заложенный по указу царя Петра I и приказу губернатора Меншикова, участник Северной войны. До 1710 года во всех документах числился в качестве линейного корабля.

## Описание судна
Парусный деревянный фрегат, длина судна по сведениям из различных источников могла составлять от 25,5 до 27,4 метра, ширина от 6,8 до 7,3 метра, а осадка от 2,6 до 2,7 метра. Вооружение судна составляли 28 орудий, включавших восьми-, шести- и трёхфунтовые пушки.
Численность экипажа фрегата по сведениям из различных источников могла составлять от 120 до 150 человек. Так, например, в кампанию 1705 года на фрегате находилось 120 человек экипажа, а в 1710 году по росписи он должен был выйти в поход с экипажем в 150 человек.
Название «Штандарт» было дано в честь завоевания Россией выхода к Балтийскому морю. До мая 1703 года двуглавого орла на царском штандарте изображали с картами трёх морей: Белого, Каспийского, Азовского. После взятия русскими войсками крепости Ниеншанц и тем самым открытия выхода к Балтийскому морю на штандарте появилась четвёртая карта Балтийского моря. В честь этого события первый фрегат Балтийского флота и получил своё наименование «Штандарт».

## История службы

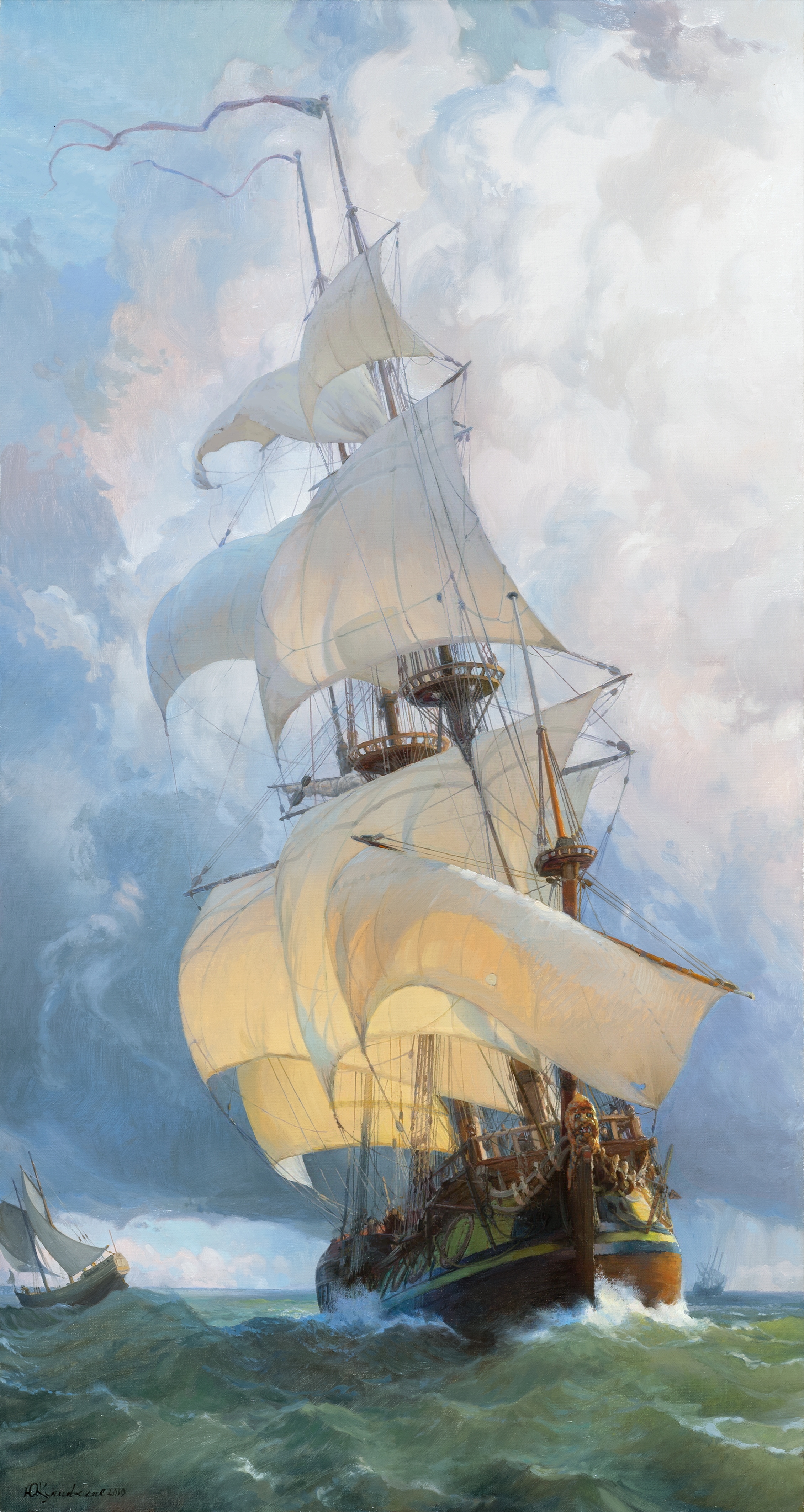
Ю. А. Кушевский, «Фрегат Петра Великого „Штандарт“»

Фрегат «Штандарт» был заложен на Олонецкой верфи 24 марта (4 апреля) 1703 года и после спуска на воду 22 августа (2 сентября) 1703 года вошёл в состав Балтийского флота России. Строительство вёл корабельный мастер Выбе Геренс. В сентябре 1703 года фрегат под командованием Петра I в звании капитана совершил переход с Олонецкой верфи в Санкт-Петербург.
Принимал участие в Северной войне. С 5 (16) по 10 (21) июня 1705 года в составе эскадры вице-адмирала Корнелиуса Крюйса «Штандарт» участвовал в отражении нападения эскадры адмирала Корнелиуса Анкерштерна на остров Котлин. Ежегодно в кампании с 1705 по 1708 год с мая по октябрь в составе той же эскадры выходил к Кроншлоту для защиты Санкт-Петербурга с моря, а в зимние периоды уходил в Неву. Также в кампании этих лет «Штандарт» выходил в крейсерские плавания к Красной Горке и совершал учебные манёвры на рейде. 
В списке «судов царского флота», находившегося в мае 1708 года на якорях в тридцати верстах от Санкт-Петербурга между островом Ричарда и Кроншлотом под общим командованием генерал-адмирала Ф. М. Апраксина и вице-адмирала К. И. Крюйса, составленном английским дипломатом Чарльзом Уитвортом, фигурирует во составе отряда из 12 кораблей, состоявшего из кораблей «Думкрат», «Олифант», «Нарва», «Санкт-Петербург», «Святой Михаил», «Ивангород», «Триумф», «Кроншлот», «Фама», «Дерпт», «Штандарт» и «Шлиссельбург».
В каипанию 1709 года также находился с флотом у Кроншлота, к осени этого года по причине ветхости фрегат оказался негодным к службе и был приведён в Санкт-Петербургское адмиралтейство, где был поставлен на стапель на тимберовку.
4 (15) июля 1711 года вновь был спущен на воду и переведён в Кронштадт. В 1712 году в составе эскадры принимал участие в крейсерском плавании между Горой-Валдаем и Биоркэ, а также находился в составе флота у Котлина. В 1713 году также в составе эскадры кораблей Балтийского флота принимал участие в  крейсерском плавании у Красной Горки и Берёзовых островов. С 1714 года в море больше не выходил.

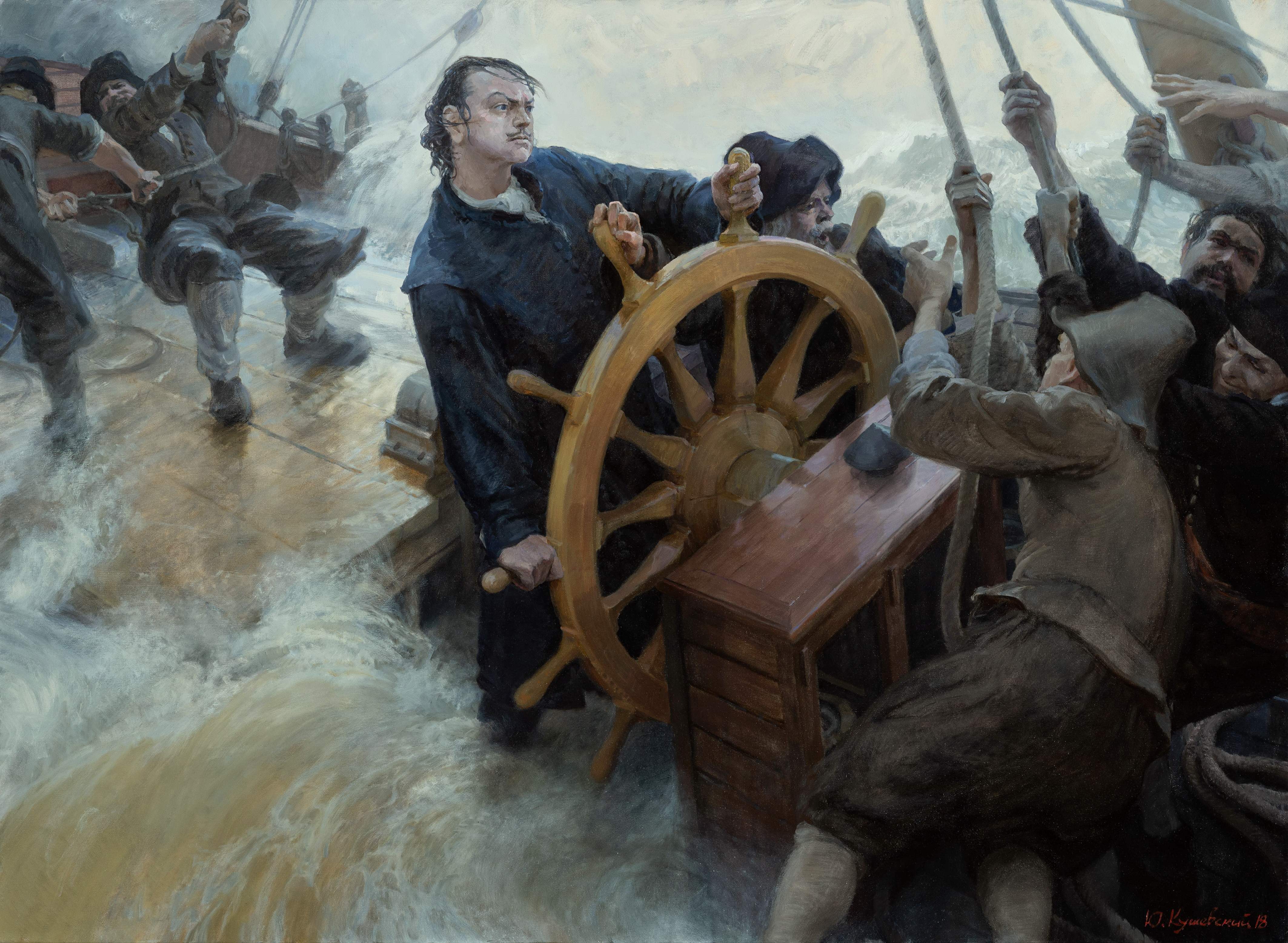
Ю. А. Кушевский, «Пётр I на фрегате „Штандарт“»

В 1725 году по указу Адмиралтейств-коллегии фрегат был переведён в Кронверкскую гавань и вытащен на берег. Предполагали его сохранить как памятник первому линейному судну Балтийского флота. Однако корпус корабля был настолько ветхим, что в 1730 году его пришлось разобрать.

## Командиры
Командирами фрегата «Штандарт» в составе российского флота в разное время служили:
- капитан Пётр Михайлов (Пётр I) (1703 год)[16];
- капитан П. Грей (1704 год)[комм. 5][17];
- капитан Я. Деланг (1705 год)[комм. 6][4];
- капитан Ф. Вилимовский (1706—1707 годы)[комм. 7][19];
- капитан-поручик С. Шхон (1708—1709 годы)[комм. 8][20];
- младший капитан Г. Вессель (1710 и 1712 годы)[комм. 9][21][5];
- капитан 3-го ранга Б. Эдвард (1713 год)[комм. 10][22].

## Историческая реплика
4 сентября 1999 года на верфи «Петровское Адмиралтейство» была спущена на воду историческая копия фрегата «Штандарт». Парусное судно принадлежит негосударственной некоммерческой организации «Проект Штандарт», периодически совершает плавания в Балтийском море и Атлантическом океане, принимает участие в съёмках исторических фильмов.

### Комментарии
1. ↑  90 голландских футов.
2. ↑  24 голландских фута.
3. ↑  9 голландских футов.
4. ↑  Всего в списке фигурирует 12 линейных кораблей с 372 орудиями и 1540 членами экипажей, 8 галер с 64 орудиями и 4000 членами экипажей, 6 брандеров, 2 бомбардирских корабля и 305 мелких судов[12].
5. ↑  Англичанин на русской службе, оригинал имени Piter Gry. В русской транслитерации также используется вариант написания фамилии Грай.
6. ↑  Или Ян де Ланге. Голландец на русской службе[18].
7. ↑  Оригинал фамилии Wilimowski.
8. ↑  Голландец на русской службе, оригинал фамилии Schoon.
9. ↑  Оригинал имени Hendrich Wessell.
10. ↑  Оригинал имени Benjamen Edwards.